# 罗塞格
罗塞格是奥地利克恩顿州菲拉赫兰县的一个市镇。总面积19.17平方公里，总人口1874人，人口密度97.8人/平方公里（2011年）。